# Eotypotherium
Eotypotherium es un género de mamíferos extintos, perteneciente al suborden Typotheria. Vivió en el Mioceno temprano (hace unos 22,5 - 17 millones de años antes del presente). Sus restos fósiles fueron hallados en la Formación Chucal en el altiplano del norte de Chile, cerca del Salar de Surire, en América del Sur.

## Etimología
Eotypotherium está compuesto por la palabra griega Eo (amanecer) y typotherium, el nombre antiguo del género Mesotherium que da nombre al orden Typotheria. El nombre hace referencia a la relativa antigüedad del género con respecto a otros mesotéridos.

## Descripción
El género se conoce por restos diversos de cráneos de pequeño tamaño, con ausencia de una placa cigomática bien desarrollada. El primer incisivo superior presenta un surco en su parte lingual.

## Tipo
El tipo (SGOPV 5157), alojado en el Museo Nacional de Historia Natural de Santiago de Chile, está compuesto por la mitad derecha del rostro, con el maxilar y el arco cigómático derecho.